# كل ما هو مطلوب (فلم)
كل ما هو مطلوب (بالإنجليزية: The Full Monty) هو فيلم موسيقي تم إنتاجه في الولايات المتحدة وصدر في سنة 1997.

## بطولة
- روبرت كارليل
- توم ويلكينسون

### ترشيحات وجوائز
| السنة | الحدث  | الفئة               | النتيجة  |
| ----- | ------ | ------------------- | -------- |
|       | أوسكار | أفضل موسيقى تصويرية | فـــــوز |

## الميزانية والإيرادات
بلغت تكلفة إنتاج الفيلم حوالي £3 مليون دولار (3.5 million) بينما حقق أرباحا تقدر بـ £160,049,344 (257,850,122) دولار.

## وصلات خارجية
- مقالات تستعمل روابط فنية بلا صلة مع ويكي بيانات